# شودنی-لا-ویل
شودنی-لا-ویل (به فرانسوی: Chaudenay-la-Ville) یک کمون در فرانسه با جمعیت ۳۷ نفر است که در Canton of Bligny-sur-Ouche واقع شده‌است.